# Acrilloscala
Acrilloscala is een geslacht van slakken uit de familie van de Epitoniidae. De wetenschappelijke naam van dit geslacht is voor het eerst geldig gepubliceerd in 1890 door Sacco.

## Soorten
- Acrilloscala fusca (G. B. Sowerby II, 1844)
- Acrilloscala lamyi (de Boury, 1909)

Niet geaccepteerde soort:
- Acrilloscala turnerae geaccepteerd als Gyroscala xenicima (Melvill & Standen, 1903)